# Octávio Mateus
Octávio Mateus (nascut el 1975) és un paleontòleg portuguès i Professor de Paleontologia a la Faculdade de Ciências e Tecnologia da Universidade Nova de Lisboa. Es va graduar a la Universidade de Évora i varebre el seu PhD a la Universidade Nova de Lisboa eln 2005. Ha col·laborat amb el Museu da Lourinhã, que és conegut per la seva col·lecció de dinosaures.
Està especialitzat en dinosaures, ha estudiat els dinosaures del Juràssic tarda de Portugal.
Ha donat nom a noves espècies de dinosaures com Lourinhanosaurus antunesi(1998), Dinheirosaurus lourinhanensis, Tangvayosaurus hoffeti (1999), Draconyx loureiroi (2001), Lusotitan atalaiensis (2003), Europasaurus holgeri (2006), i Allosaurus europaeus (2006), Torvosaurus gurneyi Hendrickx & Mateus, 2014, i Galeamopus (2015)
Des de 1991 Octávio Mateus ha organitzat excavacions de dinosaures a Portugal, com també a Laos amb Philippe Taquet. A Angola va descobrir el primer dinosaure d'Angola.
Ha col·laborat amb la fundació alemanya Verein zur Förderung der niedersächsischen Paläontologie.
També ha estudiat les pistes dels dinosaures i ous, fitosaures, quelonis i balenes.
L'any 2012 es va incorporar en una expedició del Triàsic a Grenlàndia a Jameson Land.

Octávio Mateus va ser acusat de practicar assetjament sexual i moral contra investigadors del seu camp i estudiants de la Universitat Nova de Lisboa. Els casos, que passaven des del 2010, es van fer públics per primera vegada el gener del 2022 després d'un informe publicat a Facebook per un company de professió de Mateus, amb la posterior confirmació per part de les mateixes víctimes en els comentaris d'aquesta publicació. La situació va guanyar una major atenció mediàtica després que la Universitat decidís obrir una investigació el 26 d'abril de 2023, que actualment està en curs. Octávio Mateus va negar amb vehemència totes les acusacions.